# ソフトコア
ソフトコア（Softcore）はポルノグラフィのうち、性描写がハードコアのように、露骨ではない映画や雑誌グラビア、写真などのことを指す。裸体や擬似的な性行為描写を含みつつも、性行為の性器の直接的描写はないが異性・同性等の絡みのある描写が一般的である。

## 概要

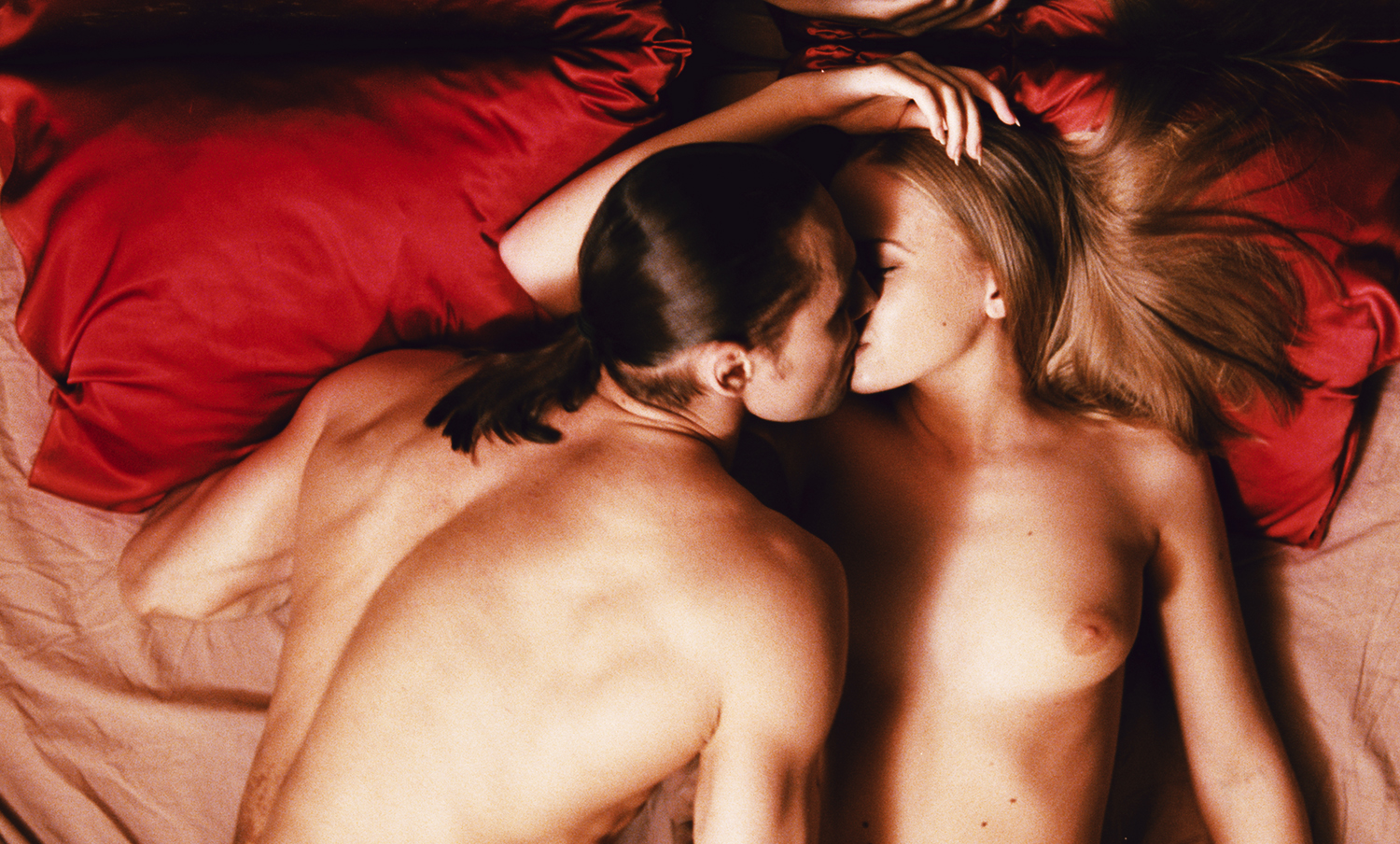
ソフトコアのポルノ映画

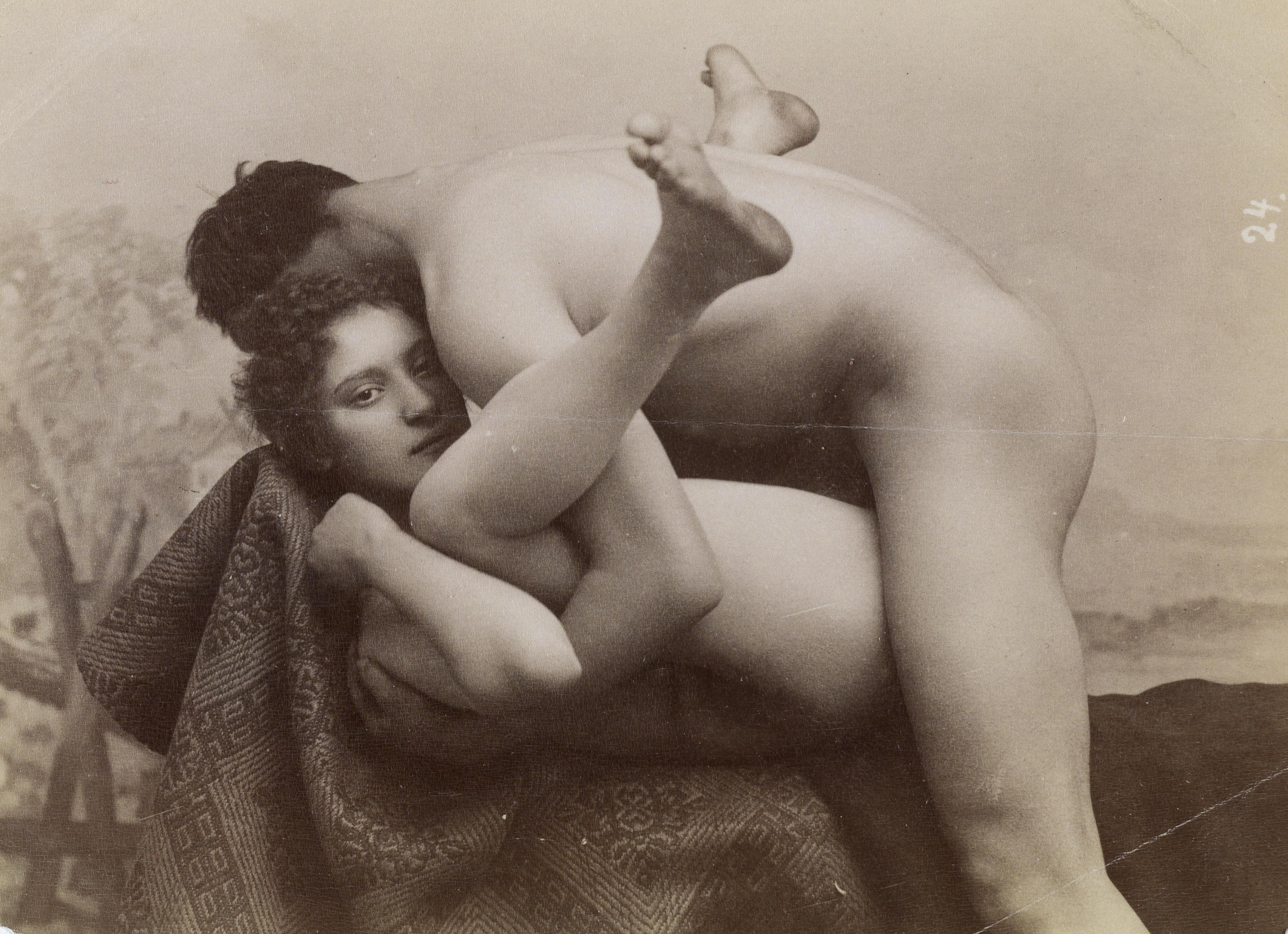
フランスで1880年代に撮られたソフトコア・ポルノのポストカード

ソフトコア・ポルノはハードコア・ポルノと同じく性的表現を伴うが、性器の結合など実際のセックスのようなハードコア的描写は含まない。ソフトコア・ポルノの中でも最もおとなしい形態のものでは、裸体は陰毛を隠す手法を使って暗示的に描写される。「ソフトポルノ」と呼ばれるものは、豪華な宝飾品や家具、調度品、等を用い、女性も楽しめるように演出を工夫することもある。ヌード、性別や性的シーンを含むポルノジャンルだが、性器の露出は行わない。
ソフトコアポルノもエロティシズムの一種である。ハードコアポルノよりも性的に露骨な映画や写真の表現を回避する。しかしその制作意図は、視聴者が男性であろうと女性であろうと、性的でロマンティックな雰囲気をもたらすことを意図している。このジャンルのポルノは、裸体や半裸体をアーティストが、、映画およびテレビなどでもこうした描写は徐々に増えている。ペニスやヴァギナの露出は実行しない。

## 詳細
画像の部分は、さまざまな手段で不明瞭化（検閲）が可能であるが、これらのテクニックには、髪の毛や包まれた衣服、慎重に配置された手または他の部位など身体部分、シーン毎に正確に配置された前景要素（多くの場合、「植物花瓶またはカーテン」）および慎重に選択されたカメラアングルなどが含まれる。ソフトコアポルノで描かれている性的行為は、俳優や女優によって完全に「演技としてのセックス」（シミュレイテッド・セックス）としておこなわれており、実際に挿入行為をすることはない。実際に性行為を行うのは、アンシミュレイテッド・セックスと呼ばれる。映画監督は、画面上の露出を覆い隠すために最善を尽くすが、露出表現を完全に隠すことができないこともある。雑誌ではプレイボーイ、ペントハウスなどがソフトコア・マガジンであると見做された。女優ではラウラ・アントネッリやシルヴィア・クリステル、コリンヌ・クレリーらが人気となった。
ヨーロッパやアメリカ、日本などだけではなく、中南米でもソフトコア・ポルノは制作されている。例を挙げると、ブラジルでは1970年代から1980年代にかけて、ポルノシャンシャーダ (pornochanchada) という名で知られていた。また同国では、エロティック映画放送「Cine Privé」で『エマニエル夫人』シリーズが人気となった。
諸外国での研究で女性はソフトコアポルノを好むという分析をもとに、日本では「第7回青少年の性全国調査」のデータをもとに、「女性向けのポルノグラフィ」というジャンルが存在しており、さまざまな少女・女性向けコミックの中に性的表現が広く広がっていることに着目。性の情報源比較によって日本女性が「性に対する寛容性」を持つと同時に「性知識も高い」というデータを通じて、この研究はソフトなポルノグラフィが女性の読者にもつ有用性を明らかにしたと報告されている。

## 主なソフトコア
マガジン
- PLAYBOY
- ペントハウス

映画
- 青い体験(1973年）
- エマニエル夫人（1974年）
- ビリティス
- O嬢の物語
- アリス・イン・ワンダーランド（1976年）
- 日活ロマンポルノ各作品
- 東映ポルノ各作品

## 参考・ハードコア
マガジン
- ハスラー

映画
- 愛のコリーダ（1976年）
- 上海異人娼館(1981年）